# Fukushima-Erdbeben 2022
Am 16. März 2022 ereignete sich um 23:36 Uhr Ortszeit vor der Küste von Fukushima in Japan ein Erdbeben der Magnitude 7,4 nach Angaben der japanischen Wetterbehörde (JMA). Das United States Geological Survey (USGS) gab eine etwas niedrigere Stärke von 7,3 an. Unmittelbar nach dem Ereignis wurde ein 30 cm hoher Tsunami gemeldet. Vier Menschen starben und 107 wurden verletzt.
In fünf Gemeinden erreichte das Erdbeben die Intensität 6-kyō auf der JMA-Intensitätsskala (shindo): in Tome und Zaō in Miyagi und in Kunimi, Stadt Sōma und Minami-Sōma in Fukushima.